# 山口県道66号長門油谷線
山口県道66号長門油谷線（やまぐちけんどう66ごう ながとゆやせん）は、山口県長門市西深川字境川と長門市油谷伊上を結ぶ県道（主要地方道）である。

## 概要
長門市西部を日本海沿いに周回する道路であり、道中の高低差が激しく狭隘な区間が多く存在する。
元々は以下の4つの一般県道であったが、1982年（昭和57年）に大半が統合され、主要地方道に昇格したものである。
1. 山口県道287号黄波戸境川線（起点 - 長門市日置上黄波戸・起終点が現在と逆）
2. 山口県道288号黄波戸港長門古市停車場線（長門市日置上黄波戸 - 長門市日置上古市）
3. 山口県道289号久津港長門古市停車場線（長門市日置上古市 - 長門市油谷後畑小田、起終点が現在と逆） - 残り区間は山口県道356号久津小田線として独立
4. 山口県道291号油谷港人丸停車場線（長門市油谷後畑小田 - 終点） - 残り区間のうち、起点側は山口県道357号油谷港線として、終点側は山口県道358号人丸停車場線として独立）

### 路線データ
- 起点：長門市西深川字境川（国道191号交点）
- 終点：長門市油谷伊上（伊上交差点、国道191号交点）

## 歴史
- 1993年（平成5年）5月11日 - 建設省から、県道長門油谷線が長門油谷線として主要地方道に指定される[1]。

## 地理

### 通過する自治体
- 長門市

### 交差する道路
- 国道191号（長門市西深川字境川、起点）
- 山口県道281号俵山長門古市停車場線（長門市日置上〔へきかみ〕）
- 山口県道356号久津小田線（山口県道357号油谷港線 重複）（長門市油谷後畑）【北緯34度24分7.3秒 東経131度1分6.8秒 / 北緯34.402028度 東経131.018556度】
- 国道191号（長門市油谷伊上・伊上交差点、終点）

### 沿線にある施設など
- JR 山陰本線 黄波戸駅・長門古市駅
- 長門市役所 宇津賀出張所
- 千畳敷
- 黄波戸温泉
- 二位の浜海水浴場
- 千畳敷キャンプ場
- 津黄の棚田
- 龍宮の潮吹
- 元乃隅神社